# Wahoo, Florida
Wahoo är en befolkad plats i Sumter County i Florida i USA. Wahoo hör administrativt till Bushnell och i Wahoo finns ett historiskt monument över ett slag som utkämpades den 21 november 1836 under andra seminolekriget mellan USA:s styrkor och seminoler.